# Franzosendörfer
Franzosendörfer ist die umgangssprachliche Bezeichnung für die beiden Waldenserdörfer Gottstreu und Gewissenruh an der Oberweser, die von Landgraf Karl von Hessen-Kassel für französische Glaubensflüchtlinge im Jahre 1722 gegründet wurden. Beide Orte gehören heute zur Gemeinde Wesertal.
Im 19. Jahrhundert umfasste der Begriff neben den beiden oben genannten Orten auch Gottsbüren, Herstelle, Mariendorf, Carlsdorf, Bad Karlshafen, St. Ottilien, Schöneberg und Kelze im Reinhardswald.